# Авдеев, Иван Матвеевич
Ива́н Матве́евич Авде́ев (27 декабря 1917, д. Романьково, Тульская губерния — 2 октября 1968, Москва) — советский боксёр наилегчайшей и легчайшей весовых категорий, выступал на всесоюзном уровне в 1930-х — 1940-х годах. Четырёхкратный чемпион СССР, призёр многих турниров и матчевых встреч. На соревнованиях представлял спортивное общество «Динамо», заслуженный мастер спорта СССР (1948). Выдающийся боксёр СССР (1948). Также известен как тренер по боксу, возглавлял сборную команду Киргизии.

## Биография
Родился 27 декабря 1917 года в семье крестьянина деревни Романьково Тульской губернии.
После окончания школы-семилетки с 1934 по 1936 годы работал слесарем на Тормозном заводе. Боксом начал заниматься в 1934 году в клубе строителей под руководством заслуженного тренера Бориса Денисова, позже присоединился к столичному спортивному клубу «Динамо». Уже на следующий год провёл 15 боёв, в 11 из которых выиграл. Первого серьёзного успеха на ринге добился в 1935 году, когда на чемпионате Советского Союза завоевал бронзовую медаль в наилегчайшем весе (до 51 кг). В 1940 году повторил это достижение, но уже в рамках легчайшего веса (до 54 кг).
Настоящая известность пришла к Авдееву на всесоюзном первенстве 1944 года, когда он выиграл титул чемпиона страны, а затем впоследствии удерживал его в течение четырёх сезонов, побеждая всех сильнейших боксёров страны в весовой категории легчайшего веса. Последний раз стал призёром первенства СССР в 1949 году, завоевав медаль серебряного достоинства. Помимо этого провёл 8 международных боёв, из них выиграл в шести у лучших боксёров Норвегии, Польши, Франции, Финляндии, Чехословакии и Югославии.
За первые 12 лет выступлений на ринге провёл 114 боёв, из которых 94 выиграл и 20 проиграл. В 4 боях победил нокаутом и 5 боёв были прекращены ввиду его явного преимущества над противниками.
В 1948 году за свои спортивные достижения был удостоен почётного звания «Заслуженный мастер спорта СССР» и включён в число «Выдающихся боксёров СССР».
Ещё в 1939 году окончил высшую школу тренеров при Государственном центральном институте физической культуры, поэтому после завершения спортивной карьеры перешёл на тренерскую работу. Вёл секцию бокса в МГИМО. В течение многих лет жил и работал в городе Фрунзе, возглавлял боксёрскую сборную Киргизской ССР.
Умер после тяжелой и продолжительной болезни 2 октября 1968 года в Москве.